# 10043 Janegann
A 10043 Janegann (ideiglenes jelöléssel 1985 PN) a Naprendszer kisbolygóövében található aszteroida. Edward L. G. Bowell fedezte fel 1985. augusztus 14-én.